# Девід Ньюджент
Девід Ньюджент (англ. David Nugent, нар. 2 травня 1985, Гайтон) — англійський футболіст, що грав на позиції нападника.
Виступав, зокрема, за клуб «Лестер Сіті», а також національну збірну Англії.
Переможець Чемпіонату Футбольної ліги.

## Клубна кар'єра
Народився 2 травня 1985 року в місті Гайтон. Вихованець юнацьких команд футбольних клубів «Ліверпуль» та «Бері».
У дорослому футболі дебютував 2002 року виступами за команду «Бері», в якій провів три сезони, взявши участь у 88 матчах чемпіонату. 
Згодом з 2005 по 2011 рік грав у складі команд «Престон Норт-Енд», «Портсмут», «Бернлі» та «Портсмут».
Своєю грою за останню команду привернув увагу представників тренерського штабу клубу «Лестер Сіті», до складу якого приєднався 2011 року. Відіграв за команду з Лестера наступні чотири сезони своєї ігрової кар'єри. Більшість часу, проведеного у складі «Лестер Сіті», був основним гравцем атакувальної ланки команди. У складі «Лестер Сіті» був одним з головних бомбардирів команди, маючи середню результативність на рівні 0,34 гола за гру першості.
Протягом 2015—2021 років захищав кольори клубів «Мідлсбро», «Дербі Каунті» та «Престон Норт-Енд».
Завершив ігрову кар'єру у команді «Транмер Роверз», за яку виступав протягом 2021 року.

## Виступи за збірні
У складі юнацької збірної Англії (U-20) взяв участь у 3 іграх.
Протягом 2005–2007 років залучався до складу молодіжної збірної Англії. На молодіжному рівні зіграв у 14 офіційних матчах, забив 4 голи.
У 2007 році дебютував в офіційних матчах у складі національної збірної Англії.
Загалом протягом кар'єри в національній команді, яка тривала 1 рік, провів у її формі 1 матч, забивши 1 гол.

## Статистика виступів

### Статистика клубних виступів
| Сезон                        | Команда                      | Чемпіонат                    | Чемпіонат | Чемпіонат | Національний кубок | Національний кубок | Національний кубок | Континентальні кубки | Континентальні кубки | Континентальні кубки | Інші змагання | Інші змагання | Інші змагання | Усього | Усього |
| Сезон                        | Команда                      | Ліга                         | Ігор      | Голів     | Ліга               | Ігор               | Голів              | Ліга                 | Ігор                 | Голів                | Ліга          | Ігор          | Голів         | Ігор   | Голів  |
| ---------------------------- | ---------------------------- | ---------------------------- | --------- | --------- | ------------------ | ------------------ | ------------------ | -------------------- | -------------------- | -------------------- | ------------- | ------------- | ------------- | ------ | ------ |
| 2001–02                      | «Бері»                       | 2Д                           | 5         | 0         | КА+КЛ              | 0                  | 0                  | -                    | -                    | -                    | ТФЛ           | 0             | 0             | 5      | 0      |
| 2002–03                      | «Бері»                       | 3Д                           | 31+2      | 4         | КА+КЛ              | 1+1                | 0                  | -                    | -                    | -                    | ТФЛ           | 4             | 1             | 39     | 5      |
| 2003–04                      | «Бері»                       | 3Д                           | 26        | 3         | КА+КЛ              | 1+1                | 0                  | -                    | -                    | -                    | ТФЛ           | 1             | 0             | 29     | 3      |
| 2004-січ. 2005               | «Бері»                       |                              | 26        | 11        | КА+КЛ              | 2+1                | 1+0                | -                    | -                    | -                    | ТФЛ           | 0             | 0             | 29     | 12     |
| Усього за «Бері»             | Усього за «Бері»             | Усього за «Бері»             | 88+2      | 18        |                    | 7                  | 1                  |                      | -                    | -                    |               | 5             | 1             | 102    | 20     |
| січ.-черв. 2005              | «Престон Норт-Енд»           | ЧФЛ                          | 18+3      | 8+1       | КА+КЛ              | -                  | -                  | -                    | -                    | -                    | -             | -             | -             | 21     | 9      |
| 2005–06                      | «Престон Норт-Енд»           | ЧФЛ                          | 32+2      | 10+1      | КА+КЛ              | 3+1                | 0                  | -                    | -                    | -                    | -             | -             | -             | 38     | 11     |
| 2006–07                      | «Престон Норт-Енд»           | ЧФЛ                          | 44        | 13        | КА+КЛ              | 3+1                | 2+0                | -                    | -                    | -                    | -             | -             | -             | 48     | 17     |
| Усього за «Престон Норт-Енд» | Усього за «Престон Норт-Енд» | Усього за «Престон Норт-Енд» | 94+5      | 33+2      |                    | 8                  | 2                  |                      | -                    | -                    |               | -             | -             | 107    | 37     |
| 2007–08                      | «Портсмут»                   | ПЛ                           | 15        | 0         | КА+КЛ              | 4+3                | 1+2                | -                    | -                    | -                    | -             | -             | -             | 22     | 3      |
| 2008–09                      | «Портсмут»                   | ПЛ                           | 16        | 3         | КА+КЛ              | 3+0                | 0                  | -                    | -                    | -                    | -             | -             | -             | 19     | 3      |
| серп. 2009                   | «Портсмут»                   | ПЛ                           | 3         | 0         | КА+КЛ              | 0+1                | 0                  | -                    | -                    | -                    | -             | -             | -             | 4      | 0      |
| серп. 2009–10                | «Бернлі»                     | ПЛ                           | 30        | 6         | КА+КЛ              | 0                  | 0                  | -                    | -                    | -                    | -             | -             | -             | 30     | 6      |
| 2010–11                      | «Портсмут»                   | ЧФЛ                          | 44        | 13        | КА+КЛ              | 1+3                | 0+1                | -                    | -                    | -                    | -             | -             | -             | 48     | 14     |
| Усього за «Портсмут»         | Усього за «Портсмут»         | Усього за «Портсмут»         | 78        | 16        |                    | 15                 | 4                  |                      | -                    | -                    |               | -             | -             | 93     | 20     |
| 2011–12                      | «Лестер Сіті»                | ЧФЛ                          | 42        | 15        | КА+КЛ              | 5+1                | 1+0                | -                    | -                    | -                    | -             | -             | -             | 48     | 16     |
| 2012–13                      | «Лестер Сіті»                | ЧФЛ                          | 42+2      | 14+2      | КА+КЛ              | 3+2                | 0                  | -                    | -                    | -                    | -             | -             | -             | 49     | 16     |
| 2013–14                      | «Лестер Сіті»                | ЧФЛ                          | 46        | 20        | КА+КЛ              | 1+4                | 1+1                | -                    | -                    | -                    | -             | -             | -             | 51     | 22     |
| 2014–15                      | «Лестер Сіті»                | ПЛ                           | 29        | 5         | КА+КЛ              | 2+1                | 0                  | -                    | -                    | -                    | -             | -             | -             | 32     | 5      |
| Усього за «Лестер Сіті»      | Усього за «Лестер Сіті»      | Усього за «Лестер Сіті»      | 159+2     | 54+2      |                    | 19                 | 3                  |                      | -                    | -                    |               | -             | -             | 180    | 59     |
| 2015–16                      | «Мідлсбро»                   | ЧФЛ                          | 38        | 8         | КА+КЛ              | 1+1                | 0                  | -                    | -                    | -                    | -             | -             | -             | 40     | 8      |
| 2016–січ. 2017               | «Мідлсбро»                   | ПЛ                           | 4         | 0         | КА+КЛ              | 0+1                | 1                  | -                    | -                    | -                    | -             | -             | -             | 5      | 1      |
| Усього за Middlesbrough      | Усього за Middlesbrough      | Усього за Middlesbrough      | 42        | 8         |                    | 3                  | 1                  |                      | -                    | -                    |               | -             | -             | 45     | 9      |
| січ.-черв. 2017              | «Дербі Каунті»               | ЧФЛ                          | 17        | 6         | КА+КЛ              | 1+0                | 0                  | -                    | -                    | -                    | -             | -             | -             | 18     | 6      |
| Усього за кар'єру            | Усього за кар'єру            | Усього за кар'єру            | 517       | 145       |                    | 53                 | 11                 |                      | -                    | -                    |               | 5             | 1             | 575    | 157    |

### Статистика виступів за збірну
| Дата      | Місто     | Господарі | Результат | Гості  | Турнір            | Голи | Примітки |
| --------- | --------- | --------- | --------- | ------ | ----------------- | ---- | -------- |
| 28-3-2007 | Барселона | Андорра   | 0 – 3     | Англія | Відбір до ЧЄ 2008 | 1    | 79'      |
| Усього    |           | Матчів    | 1         |        | Голів             | 1    |          |

## Титули і досягнення
- Переможець Чемпіонату Футбольної ліги (1):

«Лестер Сіті»: 2013-2014